# Ernest Thomas Gilliard
Pour les articles homonymes, voir Gilliard.
Ernest Thomas Gilliard (né le 23 novembre 1912 et mort le 26 janvier 1965) est un ornithologue et conservateur de musée américain qui conduit ou participe à plusieurs expéditions ornithologiques, en particulier en Amérique du Sud et en Nouvelle-Guinée.